# Сорг (Воклюз)
Сорг (фр. Sorgues) — коммуна во французском департаменте Воклюз региона Прованс — Альпы — Лазурный Берег. Относится к кантону Бедаррид, самый крупный город кантона.

## Географическое положение

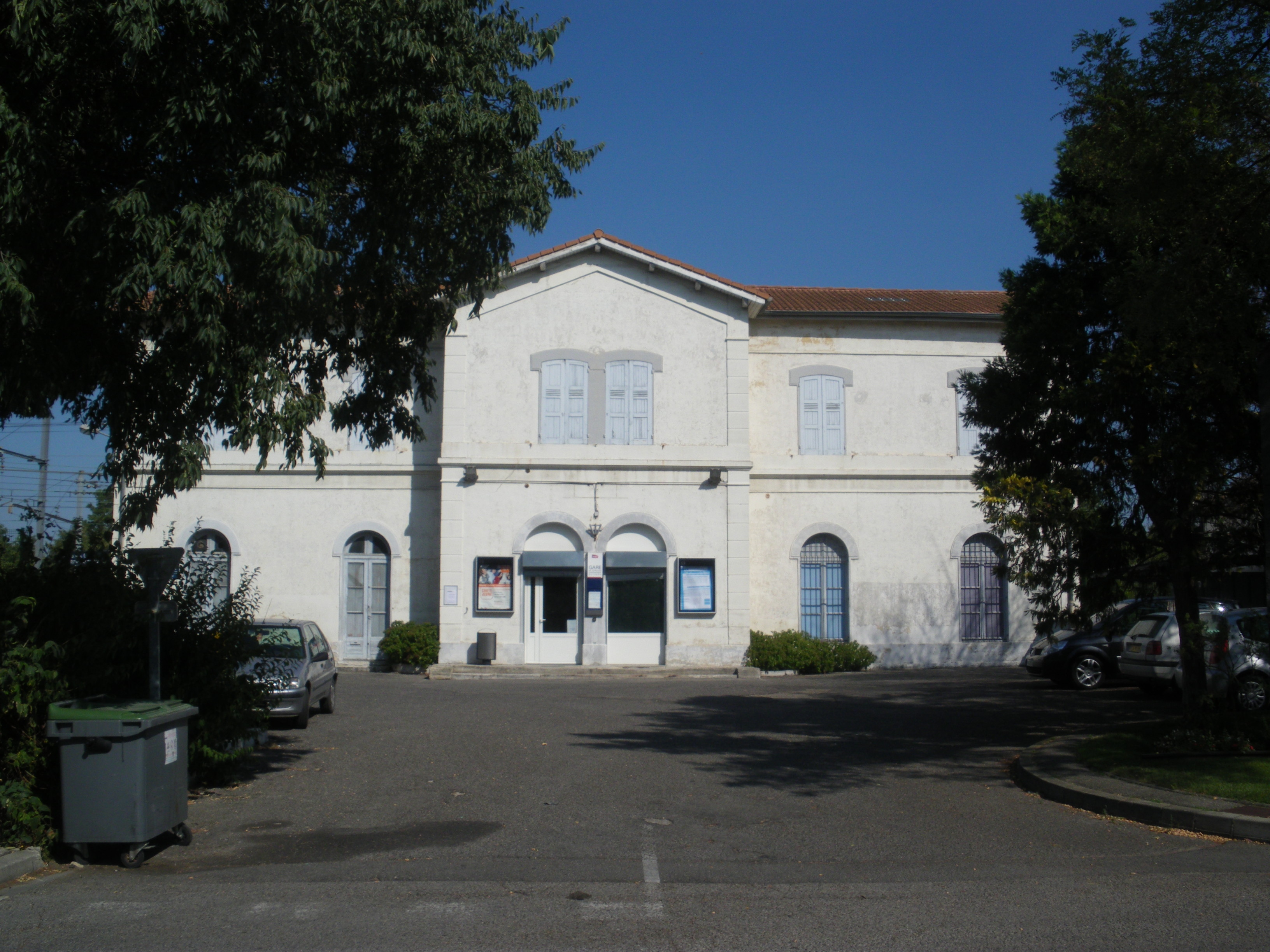
Здание железнодорожного вокзала.

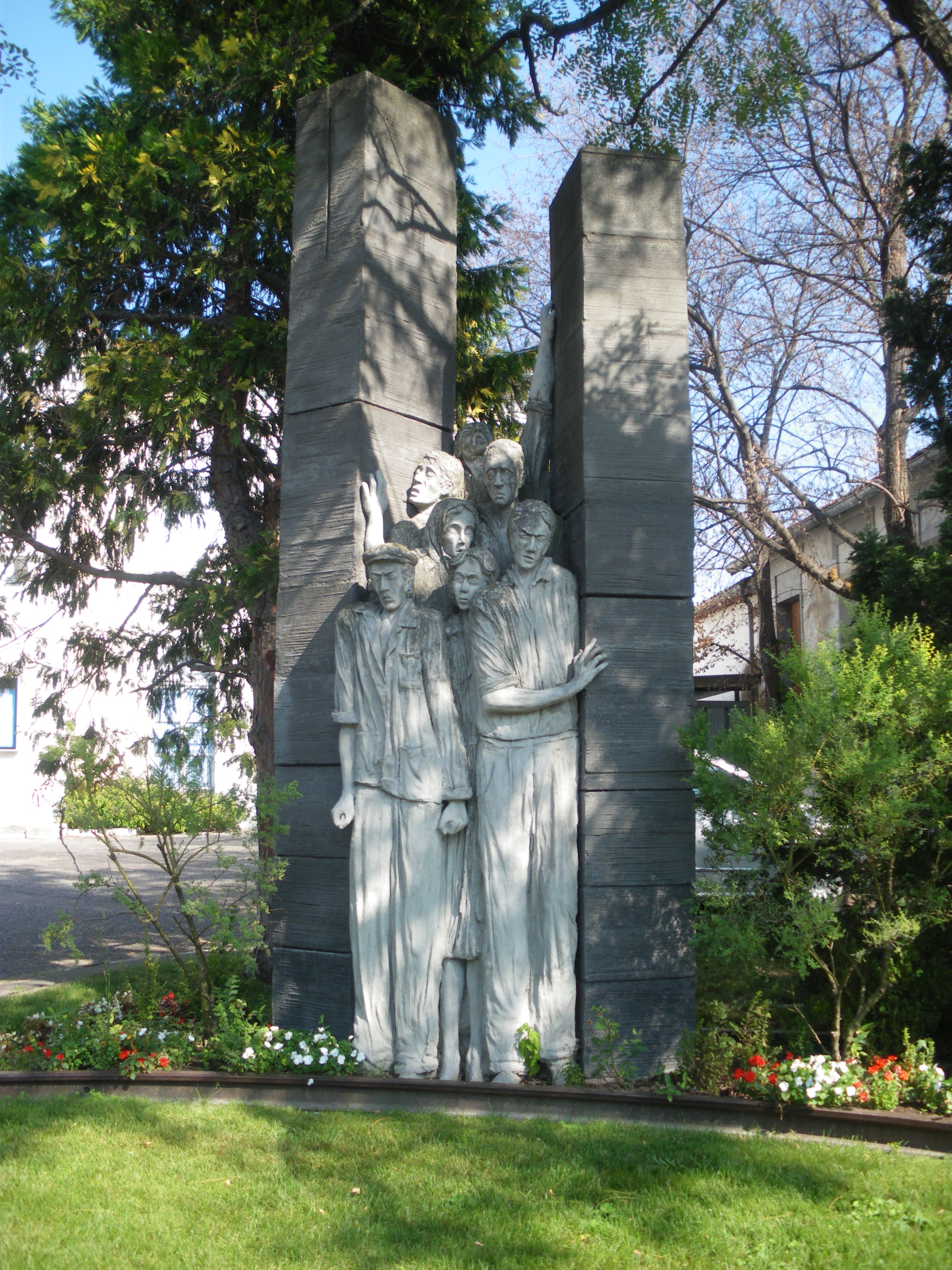
Монумент Поезд-Фантом.

Сорг расположен в 8 км к северо-востоку от Авиньона. Соседние коммуны: Бедаррид на севере, Антрег-сюр-ла-Сорг на востоке, Авиньон на юго-западе, Совтерр на западе.

### Гидрография
- Увез пересекает окрестности Сорга с севера на юго-запад и впадает в Рону.
- Рона протекает на юго-западе коммуны перед Авиньоном.
- На западе протекают несколько рукавов Сорга перед своим впадением в Увез к северу от коммуны близ Бедаррида.
- Несколько рукавов Сорга Воклюзского канала также впадает в Увез непосредственно в коммуне.
- Несколько небольших оросительных каналов питают окрестные поля и сады коммуны.

## Демография
Население коммуны на 2010 год составляло 18 046 человек.
| 1962   | 1968   | 1975   | 1982   | 1990   | 1999   | 2010   |
| ------ | ------ | ------ | ------ | ------ | ------ | ------ |
| 10 538 | 13 624 | 15 037 | 17 112 | 17 236 | 17 520 | 18 046 |

## Достопримечательности
- Остатки феодального замка Кастеллас, сооружённого римским папой Иоанном XXII.
- Усадьба королевы Джованны, включает комплекс зданий, где проживал 32-й магистр госпитальеров Хуан Фернандес де Хередиа. Во внутреннем дворе находится часовня. Настенная живопись XIV века была перенесена в Лувр.
- Усадьба Моннэ, XIV век.
- Замок Сент-Юбер, XVIII век. Сады вокруг замка окружены литыми решётками.
- Замок де Брант (или де Сильван), XVIII и XIX века; центральное здание, два крыла, большой сад с платанами. И ныне принадлежит семье де Брант.
- Замок де ла Серр, средневековое строение, сильно переделано в XIX веке в стиле неоренессанс.
- Замок д’Уасле.
- Замок дю Драгонне.
- Замок Расси.
- Замок Памар.
- Мэрия, здание XIX века; памятник павшим.
- Монумент Поезд-Фантом, в память о последнем составе депортированных и участников Сопротивления, прошедшим через Сорг 18 августа 1944 года.
- Подвесной мост через Рону
- Часовня Сен-Сикст, XII век.
- Монастырь в домене Герр.